# 红绿花群海葵
红绿花群海葵（学名：Zoanthus erythrochloros）为群体海葵科花群海葵属的动物。分布于越南以及南海西沙群岛等。